# Pat Harrigan
Pat Harrigan, né le 27 janvier 1987 en Californie, est un homme politique américain. Membre du Parti républicain, il est élu à la Chambre des représentants des États-Unis de Caroline du Nord lors des élections de 2024.

## Biographie

### Jeunesse et carrière professionnelle
Pat Harrigan grandit en Californie et au Wyoming.
Il est diplômé en ingénierie nucléaire de l'Académie militaire de West Point en 2009. Membre des Special Forces, il est stationné à Fort Bragg et s'implante en Caroline du Nord avec son épouse en 2013. Il quitte l'armée en 2018, après avoir notamment servi en Afghanistan,.
Il fonde une société de fabrication d'armes, située dans le comté de Burke et employant une cinquante de salariés en 2024.

### Engagement politique
Pat Harrigan s'engage en politique en 2022, citant le caractère chaotique du retrait des troupes américaines d'Afghanistan comme élément déclencheur de son engagement. Il se présente à la Chambre des représentants des États-Unis dans le 14e district de Caroline du Nord, une nouvelle circonscription située dans les comtés de Gaston et Mecklenburg. Il remporte facilement la primaire républicaine face à Jonathan Simpson, puis affronte Jeff Jackson dans un district favorable aux démocrates. Il est largement battu par Jeff Jackson, qui le devance d'environ 15 points.
À l'approche des élections de 2024, les circonscriptions de Caroline du Nord sont redécoupées en faveur du Parti républicain. Pat Harrigan envisage d'abord de se présenter dans le 14e district redécoupé,, avant d'annoncer sa candidature dans le 10e district, où le représentant républicain sortant Patrick McHenry n'est pas candidat,. Il arrive en tête de la primaire républicaine, devançant de peu le représentant d'État Grey Mills (41 % contre 39 %). Dans un district conservateur, il est grand favori de l'élection de novembre, qu'il remporte avec environ 58 % des voix contre 38 % pour le démocrate Ralph Scott Jr..